# San Jon
San Jon ist ein Dorf mit dem Status „Village“ im Quay County im US-Bundesstaat New Mexico. Im Jahr 2000 hatte San Jon 306 Einwohner.

## Geografie
San Jon liegt etwa 40 Kilometer östlich von Tucumcari und etwa 250 Kilometer südöstlich von Santa Fe, der Hauptstadt New Mexicos, am Interstate-40-Highway.
Nach Angaben der United States Census 2000 erstreckt sich das Stadtgebiet von San Jon über eine Fläche von 6,8 Quadratkilometer (2,6 sq mi).

## Geschichte

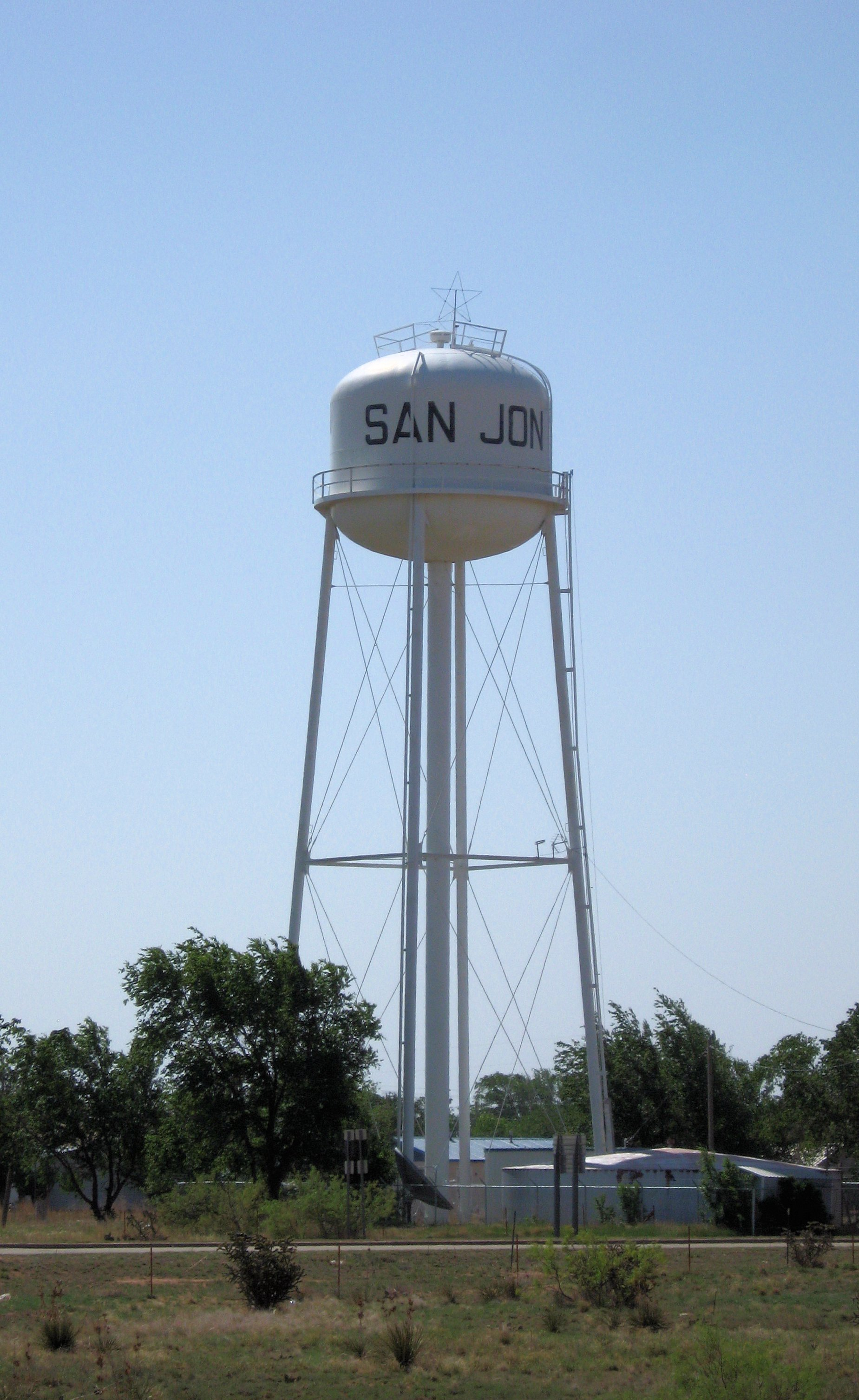
Wasserturm in San Jon

Das Dorf wurde 1902 gegründet und wuchs nach der Ankunft der Eisenbahn im Jahr 1904. Einst war San Jon ein wichtiges Handelszentrum entlang der ehemaligen Route 66 und die Heimat von zahlreichen touristisch orientierten Unternehmen, wie beispielsweise Tankstellen, Cafés und Motels. Heute ist in San Jon nur noch ein Motel in Betrieb.

## Bevölkerung
Nach der United States Census 2000 lebten in San Jon 306 Menschen verteilt auf 118 Haushalte und 82 Familien. Die Bevölkerungsdichte betrug 44,9 Einwohner pro Quadratkilometer (116,5/sq mi).
Die Bevölkerung setzte sich 2000 aus 87,91 % Weißen, 1,63 % amerikanischen Ureinwohnern, 6,54 % aus anderen ethnischen Gruppen und 3,92 % mit zwei oder mehr Ethnien zusammen. Bei 32,03 % der Bevölkerung handelte es sich um Hispanics oder Latinos. Von den 118 Haushalten lebten in 37,3 % Kinder unter 18 und in 14,4 % der Haushalten lebten Personen über 65.
Von den 306 Einwohnern waren 30,7 % unter 18 Jahre, 5,9 % zwischen 18 und 24 Jahren, 24,5 % zwischen 25 und 44 Jahren, 21,9 % zwischen 45 und 64 Jahren und in 17,0 % der Menschen waren 65 Jahre oder älter waren. Das Durchschnittsalter betrug 36,0 Jahre und auf 100 Frauen kamen 78,2 Männer. Das durchschnittliche Jahreseinkommen pro Haushalt betrug 22.917 $ und 16,8 % der Menschen lebten unterhalb der Armutsgrenze.